# Goiases
Os goiases ou goiás (na grafia arcaica goyazes ou goyá) é o nome usado para designar os índios homenageados pelos portugueses ao fundar a Vila Boa de Goiás, em 1736. Pouco se sabe sobre a história dessa nação e muitos mitos inverossímeis foram criados com o objetivo aparente de evitar que futuros desbravadores temessem os índios goiases.
No entanto, a maior parte das terras originalmente ocupadas pelos goiases mantiveram-se não colonizadas — vazio demográfico — até o século XX. Supõe-se que parte dos goiases desapareceu por surtos de cólera e confrontos com bandeirantes paulistas, enquanto outra parte miscigenou-se com portugueses originando a população goiana do século XVIII e XIX — criadores de gado não inseridos na economia monetária e escravocrata que predominava no Brasil durante aquele período.
Dos índios que habitavam primeiramente a região do rio Orinoco, antes da descoberta do Brasil, grande parte fugiu após a invasão dos indígenas da etnia caraíba, transpondo o rio Amazonas, para a região do rio Araguaia, onde hoje é o estado de Goiás, e ali proliferaram e tomaram posse da região. A extinção desses índios foi no século XVIII.
Uma breve alusão aos índios goiá é introduzida por Sérgio Buarque de Holanda em Raízes do Brasil. Ele menciona ser crença corrente no primeiro século da colonização que as partes centrais na América do Sul eram habitadas por uma fabulosa nação de pigmeus, identificada mais tarde com os goiá.
Luís Antônio da Silva e Sousa faz uma descrição elaborada em 1812, estando o processo de chegada das primeiras grandes entradas e bandeiras ainda vivo na memória transmitida pela tradição oral, a obra de Souza e Silva tem o valor de confirmar que, desde a criação da Capitania de Goiás, a “nação dos goiases” somente existia como uma vaga lembrança no imaginário coletivo. Silva e Souza compôs o verbete que condensa a definição que, desde o século XIX, é dedicada geralmente para o termo goiá: “Nação mais branca que o ordinário dos índios desta capitania, e domiciliária no lugar da vila e pelas vizinhanças da Serra Dourada, pacífica e já extinta”.
O intelectual cuiabano Joaquim Francisco de Matos estruturou uma inovadora argumentação, bastante provocadora e radicalmente oposta às expostas. O autor é do parecer de que o nome guaiases ou goiases dado erradamente pelo bandeirante Bartolomeu Bueno da Silva, filho, aos índios caiapós. Segundo ele, essa confusão teria seus alicerces em uma crendice que circulava entre os bandeirantes paulistas, que consistia em supor que na margem mineira do rio Grande existiria uma tribo tupi de nome “Guaiana”. Mattos não nega a existência dos goiá, mas situa seu hábitat entre a boca do sertão — a região de Campinas, SP — e o rio Grande. Além disso, baseando-se em Taunay, o autor acredita que os goiá teriam sido praticamente extintos no século XVI devido a sucessivos andaços de cólera. Assim, a anedota surgida quando Bartolomeu Bueno da Silva, pai, usou do estratagema de prender fogo na aguardente para ameaçar o gentio teria sucedido na região limítrofe de São Paulo com o atual Estado de Minas Gerais e não nas beiras do rio Vermelho.
Bartolomeu Bueno da Silva, o filho, encontrou-se primeiramente com os goiases, e foi deles que tirou o nome do estado de Goiás, na grafia arcaica Goyaz.